# Brug 846
Brug 846 is/was een bouwkundig kunstwerk op het grondgebied van Ouder-Amstel, maar in beheer bij gemeente Amsterdam.
De brug werd in 1972 ontworpen door de afdeling Spoorwegwerken voor een voetgangersonderdoorgang onder de Van der Madeweg nabij het ontworpen Metrostation Duivendrecht (sinds 1991 Metrostation Van der Madeweg). De Spoorwegwerken waren daarbij betrokken omdat naast de metrolijn ook het spoortraject Station Amsterdam Amstel-Station Abcoude lag en ligt. Destijds heerste de gedachte van streng gescheiden verkeersstromen (voetgangers ten opzichte van ander verkeer). De tunnel sloot qua bouw aan op de brug 1202, ook al op grondgebied van Ouder-Amstel. Latere visie leverde een ander beeld op, waarop de voetgangersonderdoorgang werd afgesloten; eerst met hekwerken, daarna met een betonnen platen en vervolgens verdween de tunnel helemaal uit beeld bij een herprofilering van de Van der Madeweg. In Amsterdam zijn meerdere voetgangerstunnels in de loop der jaren onder het zand verdwenen, veelal een gevolg van overlast. Van de brug annex tunnel is in 2023 in het landschap niets meer terug te vinden.
<<< · 801 · 802 · 803 · 804 · 805 · 808 · 811 · 812 · 813 · 814 · 815 · 816 · 817 · 818 · 819 · 820 · 821 · 822 · 823 · 824 · 825 · 826 · 827 · 828 · 829 · 830 · 831 · 832 · 833 · 834 · 835 · 836 · 837 · 838 · 839 · 840 · 841 · 842 · 844 · 845 · 846 · 848 · 849 · 850 ·  854 · 856 · 857 · 858 · 859 · 860 · 863 · 864 · 865 · 866 · 867 · 868 · 869 · 870 · 871 · 872 · 873 · 875 · 876 · 877 · 889 · 890 · 891 · 892 · 893 · 895 · 896 · 897 · 898 · 899 · >>>
Brugnummers 800, 806, 807, 809, 810, 843 (gesloopt, Uilenstede, Amstelveen), 847 (Uilenstede, Amstelveen) , 851 (gesloopt, Dirk Sterenberg), 852 (gesloopt, Dirk Sterenberg), 853 (gesloopt, Dirk Sterenberg), 855, 861, 862, 874, 878, 879, 880, 881, 882, 883, 884, 885, 886, 887, 888, 894 zijn niet (meer) vergeven.